# Düsseldorfer Architektenstreit
Der Düsseldorfer Architektenstreit wurde Anfang der 1950er Jahre durch Planungen und Personalpolitik von Friedrich Tamms, dem damaligen Leiter des Stadtplanungsamts Düsseldorf, ausgelöst und gilt als bedeutender Beitrag zur Aufarbeitung und zum Umgang mit der NS-Vergangenheit in der jungen Bundesrepublik Deutschland. Dieser Beitrag wurde von einer Zehner-Gruppe junger Düsseldorfer Architekten geleistet, die sich zum Architektenring Düsseldorf zusammengeschlossen hatten, um ein Netz nationalsozialistischer Entscheidungsträger, das sich in Düsseldorf an der Macht hielt, öffentlich zu machen und dagegen vorzugehen. Düsseldorf war nach Ansicht des Architektenrings ein „Zentrum der ehemaligen Nazi-Prominenz“.
Das Stadtmuseum Landeshauptstadt Düsseldorf widmete dem Architektenstreit 2008 eine Ausstellung unter dem Titel „Architektenstreit – Wiederaufbau zwischen Kontinuität und Neubeginn“.

## Vorgeschichte
Anfang der 1950er Jahre waren in Düsseldorf zentrale Positionen im Bereich der Stadtplanung und -entwicklung nach dem Zweiten Weltkrieg von Architekten besetzt, die im sogenannten Dritten Reich an herausragender Stelle gearbeitet hatten, denen aber – getragen durch ein Netz von Verbindungen und persönlichen Beziehungen – eine nahezu bruchlose Fortsetzung ihrer Tätigkeit gelungen war. Schlüsselfigur war hierbei Friedrich Tamms, der bereits im April 1948 seine Arbeit als Leiter des Düsseldorfer Planungsamtes aufgenommen hatte und Konzeptionen für die städtebauliche Neuordnung Düsseldorfs entwickelt hatte, denen Vorstellungen zugrunde lagen, die schon zur Zeit des so genannten Dritten Reichs (ab Oktober 1943) für den Wiederaufbau deutscher Städte entwickelt worden waren. („Arbeitsstab Wiederaufbauplanung“ beim „Generalbauinspektor für die Reichshauptstadt“ (GBI) Albert Speer).
Im Oktober 1949 gründeten Josef Lehmbrock, Bernhard Pfau und weitere Architekten in Düsseldorf den „Architektenring Düsseldorf“, der die Arbeit der Vereinigung der Architekten aus den 1920er Jahren, die sich Der Ring genannt hatte, weiterführen sollte. Auslöser der Gründung war die öffentliche Präsentation des Neuordnungsplans der Stadt Düsseldorf vom 1. bis 31. Oktober 1949 im Kunstpalast am Ehrenhof, durch den die Stadtplanung unter Leitung von Friedrich Tamms den Wiederaufbau und die autogerechte Umgestaltung der Landeshauptstadt festlegen wollte.
Schon bald stellte Pfau fest, dass seine aus der NS-Zeit geprägte antifaschistische Einstellung mit den Vorstellungen der amtlichen Stadtplanung kollidierte. Die erste Phase des Streits war dabei von stadtplanerischer Sachkritik geprägt und wandte sich gegen große Durchbrüche, Einschnitte und Zerschneidungen, die seiner Ansicht nach die historisch gewachsenen Stadtviertel innerhalb des Düsseldorfer Stadtgefüges schädigten. Weiterhin kritisierte er, dass umfangreiche Flächen für die aufkommende Motorisierung umgenutzt wurden, da er hierin eine Fortsetzung von Planungen aus dem NS-Konzept für Düsseldorf als Gauhauptstadt sah.

## Erste Phase ab 1949
In der ersten Phase warf der „Architektenring Düsseldorf“ Tamms vor, Architekten wie Helmut Hentrich, Hans Heuser, Hanns Dustmann, Kurt Groote, Konstanty Gutschow oder Rudolf Wolters, mit denen Tamms schon während des Nationalsozialismus bei Albert Speer, dem Generalbauinspektor für die Reichshauptstadt, zusammengearbeitet hatte, in städtische Ämter zu lancieren oder bei der Vergabe von Aufträgen zu bevorzugen. Diese waren ab 1943 auch im Arbeitsstab für den Wiederaufbau bombenzerstörter Städte tätig und hierbei direkt Albert Speer unterstellt gewesen, wo derartige städtebaulichen Konzepte bereits entwickelt worden waren. Auf ausdrückliche Empfehlung von Speer waren die dort einbezogenen Architekten nicht der NSDAP beigetreten und sind daher durch die alliierten Entnazifizierungskommissionen der Nachkriegszeit entlastet worden. Was Speer zu dieser Empfehlung veranlasst hatte, ist bislang nicht geklärt.
Noch Ende 1949 stellte der Architektenring seine Planungen als ein Grundsatzprogramm den Planungen von Tamms und seiner Entourage entgegen. Nach dem Selbstverständnis des Architektenrings sollte als Ausgangspunkt der von ihm propagierten Planungsalternative der Mensch mit all seinen modernen Bedürfnissen stehen. Konkret sollten an die Stelle der stadtseitig geplanten, sogenannten axialen „Stadtdurchschneidung“ drei konzentrische Ringstraßen treten und verkehrsberuhigte Stadtbereiche eingerichtet werden. 1950 wurde das Gegenkonzept in den Räumen des Deutschen Werkbunds der Öffentlichkeit vorgestellt. Als wenig später die städtische Planung von Friedrich Tamms als „Neuordnungsplan“ jedoch beschlossen wurde, verstärkte sich die Kritik des Architektenrings. In seiner nun schärfer vorgetragenen Kritik thematisierte er insbesondere die „braune Vergangenheit“ der städtischen Planer und unterstellte ihnen ein funktionierendes Beziehungsnetz, das die ehemaligen „Kameraden“ gegenseitig mit den zahlreichen öffentlichen Aufträgen versorge. Öffentlich genannt wurden hierbei außer Friedrich Tamms auch Helmut Hentrich und Hans Heuser. Bei Heuser stellte man heraus, dass er dutzendmal Wettbewerbspreisträger und hierbei auffallend Tamms immer Preisrichter gewesen war.
Weiterhin genannt wurden Namen wie Karl Piepenburg, ein ehemaliger Bauleiter der Neuen Reichskanzlei und späterer Bauleiter der Heuser- und Hentrichbauten, sowie Rudolf Wolters, ein ehemaliger Mitarbeiter aus dem Arbeitsstab von Speer und Generalbauinspektor für die Reichshauptstadt. Dieser hatte im Düsseldorfer Altstadt-Wettbewerb, bei dem Tamms Preisrichter gewesen war, gewonnen. Unter Tamms war er „Unterstadtplaner“ für einzelne Stadtteile von Düsseldorf geworden. Hinzu kam mit Hanns Dustmann ein früherer Chefarchitekt der Hitlerjugend, nunmehr Gewinner der Ausschreibung des Neubaus der Gemeinschaftsbank und des Kreishochhauses, die ebenfalls unter Mitwirkung von Tamms vergeben worden war. Auch genannt wurde Kurt Grote, ein früherer für Architektur verantwortlicher Mitarbeiter der Zeitschrift Das Schwarze Korps, unter Tamms Sachwalter in der städtischen Altstadtpflege. Ebenfalls wurde stark kritisiert, dass 1950 an Julius Schulte-Frohlinde, ehemals Architekt der Deutschen Arbeitsfront (DAF) und Chef des Reichsheimstättenamtes, die Planung für die Erweiterung des Rathauses Düsseldorf ohne öffentlichen Wettbewerb übertragen worden war. Der Architektenring meinte hierzu, sein veröffentlichter Entwurf mache die Nähe zum NS-Geschmack deutlich, und bezog sich bei diesem Vorwurf auf Schulte-Frohlindes Planung zum Umbau des Schlosses Erwitte zur NS-Schulungsburg und seine Mitwirkung am Koloss von Prora auf Rügen.

## Zweite Phase ab 1952
Der Streit eskalierte ein weiteres Mal 1952, als Julius Schulte-Frohlinde, der als Leiter des Baubüros der Deutschen Arbeitsfront Projekte von Robert Ley umsetzte und unter anderem das Schloss Erwitte in Westfalen zu einer NS-Schulungsburg umgebaut hatte, auf Betreiben Tamms zum Leiter des Düsseldorfer Hochbauamtes ernannt worden war und nach seinen Plänen das neue Verwaltungsgebäude der Stadt am Marktplatz errichtet wurde. Der Architektenring veröffentlichte zu dieser Personalie folgende Stellungnahme (Stellungnahme zur Besetzung der Baudirektorenstelle in Düsseldorf im Februar 1952):

„Unter den großen Städten Deutschlands hat Düsseldorf den traurigen Ruhm, diese Kulturspitzen des damaligen Systems in seine Aufbauarbeiten einzuspannen. Es geht hier nicht darum, etwa einem Menschen wegen der Zugehörigkeit zur Partei oder sonst einer Organisation den Prozess zu machen, sondern darum, ob wir erkannt haben, wie tief die nationalsozialistische Vorstellung von Baukultur sich von der der Demokratie unterscheidet. Die Baulöwen der Parteibauten haben sich in ihrer Baugesinnung nicht geändert. Sie haben – wenn sie alt genug sind – diese Gesinnung schon vor dem Auftreten Hitlers gehabt und werden sie auch heute nicht ablegen. Wäre es nicht besser, sich bei der neuen Gestaltung unserer Städte jener Männer zu bedienen, die mit Hitlers Kommen emigrieren oder untergrund gehen mußten, und deren kulturpolitische Vergangenheit keine Zweifel aufkommen läßt? Die Liste der vor uns vorliegenden germanischen Kulturritter, die in oder für Düsseldorf tätig sind, beängstigt uns sehr. Wir sehen darin ein Symptom unserer Zeit und möchten verhindern, daß sich diese Clique über den Weg einer Rehabilitierung des unglückseligen Entnazifizierungsverfahrens wieder in die leitenden Stellungen drängt. Wir protestieren darum dagegen, daß der Erbauer der NS-Schulungsburg Erwitte und Schöpfer des Reichsparteitagsgeländes, Professor von Hitlers Gnaden, Schulte-Frohlinde, die Geschicke der Düsseldorfer Bauverwaltung lenken soll.“

Josef Lehmbrock sagte später hierzu:

„Es ging damals um Einspruch und Gegenvorschlag zur Düsseldorfer Stadtplanung, wie sie von Friedrich Tamms, der bereits im Arbeitskreis ‘für den Wiederaufbau nach dem Siege’ geplant hatte, betrieben wurde. Wir versuchten, durch öffentliche Kritik und konstruktive Gegenvorschläge die Bürgerschaft zum Widerstand gegen eine autoritär die Bedürfnisse der Bürger mißachtende Stadtplanung zu bewegen. Wir glaubten damals, dem Spuk des Nazifunktionärs [Friedrich] Tamms mit seinen um ihn versammelten alten Speer-Kameraden Werner Schütz, [Julius] Schulte-Frohlinde, [Rudolf] Wolters, [Hanns] Dustmann und anderen ein Ende machen zu können, aber wir haben die Machtverhältnisse jener Zeit falsch eingeschätzt. Die Speer-Architekten hatten von Beginn an starken Rückhalt bei den Spitzen der Stadt und des Landes, beim inzwischen zum Kultusminister aufgestiegenen Werner Schütz und beim Landwirtschaftsminister und ehemaligen Speer-Planer Heinrich Lübke, ganz zu schweigen vom Einfluß ihrer hohen Freunde in der Wirtschafts- und Finanzwelt – dort wurde entschieden, nicht in der Bürgerschaft. (…) Die Stadtplanung, die wir ausgearbeitet und der Öffentlichkeit vorgelegt haben, kann sich heute noch sehen lassen. Die Qualität dieses Gegenentwurfs ist vor allem Bernhard Pfau zu danken.“

## Mitglieder des Architektenrings
Dem Architektenring gehörten bei der amtlichen Eintragung am 21. Januar 1950 an:
- Günter Benninghofen
- Wilhelm Brink
- Josef Lehmbrock (Geschäftsführer)
- Bernhard Pfau
- Wolfgang Plücken
- Hans Plum
- Louis Schoberth
- Kurt Schweflinghaus
- Edmund Stelmaczyk
- Maximilian Reisinger